# 杨澜
杨澜（1968年3月31日—），籍贯上海，中国电视节目主持人及企业家。杨澜毕业于北京外国语大学，获英美语言文学学士学位。1990年至1994年担任中央电视台《正大综艺》节目主持人，并于1994年获中国第一届主持人“金话筒奖”。之后，赴美深造，就读于美国哥伦比亚大学国际及公共事务学院，获国际事务硕士学位。留美归来后，加盟香港凤凰卫视，开创中国电视第一个深度高端访谈节目《杨澜工作室》（后改为《杨澜访谈录》），迄今《杨澜访谈录》已访问过全球600余位著名人物，在全球华语观众中具有很高美誉度。1999年，阳光媒体集团由吴征和杨澜女士创立。2000年，杨澜与丈夫吴征开办了大中华区第一个历史人文电视频道——阳光卫视。2005年，杨澜创办了主要针对中国都市女性的谈话节目天下女人，并由此发展成以电视、网络和教育培训为平台的互动式跨媒体女性社区。杨澜是阳光媒体集团和阳光文化基金会的联合创始人、主席。

## 生平
1968年出生於北京市。1983年就讀於北京理工大学附属中学。1986年就讀於北京外國語大學，其父杨鑫楠为该院英语系教师。1990年大學畢業，並取得英语学士学位。
1990年，在千名候選人中脫穎而出，成為中國中央電視台《正大綜藝》主持人，先是和姜昆搭配，因收視率不佳，姜昆求去，後改搭配趙忠祥，該節目一砲而紅。1994年，獲得中國首屆電視節目主持人“金話筒獎”。
1994年，得到泰国正大集团董事长谢国民的留学资助，暫時放棄主持事業，前往美國纽约哥伦比亚大学進修。1996年5月：以全優成績於国际事务学畢業，獲得碩士學位。杨澜自撰，在美攻读“国际新闻专业”2年多成功毕业.
1996年夏，與哥倫比亞廣播公司（CBS）數獲普利策獎的製片人莫里斯·莫米德共同製作導演了《2000年那一班》。
1997年4月，應聯合國副秘書長特助之邀請，自称亞洲地區的唯一代表出席了聯合國世界媒體圓桌會議。1997年11月，出席聯合國“97世界電視論壇”。
1997年7月，加盟鳳凰衛視中文台。1998年1月，擔任《楊瀾工作室》主持及製作。
1999年10月，離開鳳凰衛視中文台。1999年：创立阳光媒体集团。2000年3月：成立陽光衛視。
2000年4月，担任联合国儿童基金会首位中国形象大使。2001年，被聘為申奧大使。
2003年3月，担任中国人民政治协商会议第十届全国委员会委员。
2005年，与丈夫吴征联手创办了阳光文化基金会。同年被聘为哥伦比亚大学国际顾问委员会委员。
2012年10月，担任美国林肯中心中国顾问委员会主席。2013年，担任中国慈善联合会副会长。2015年，被聘為申冬奧成员。
2020年5月15日加入联想集团担任独立非执行董事。

## 家庭
丈夫吴征：1966年11月25日出生于上海，O型血，籍贯江苏宜兴，传媒人，阳光媒体投资控股有限公司主席。
1996年，杨澜在美国生下一个儿子，2000年又在上海诞下一个女儿。

## 作品

### 散文集
- 《憑海臨風》（1997年）

### 访谈集
2001年起，杨澜主持的访谈节目《杨澜访谈录》(现每周日23点在北京卫视播出)，访谈对象不乏英语国家的政要及商界精英，如美国总统比尔·克林顿、吉米卡特、乔治·布什、国务卿希拉里、赖斯、基辛格、英国首相戴维·卡梅伦、托尼·布莱尔、联合国秘书长潘基文、IMF总裁拉加德、微软总裁比尔·盖茨。
- 《杨澜访谈录II》，上海画报出版社，2008年，ISBN 9787806859513
- 《让未来记住今天》，新星出版社，2008年，ISBN 9787802254787
- 《杨澜访谈之东方看奥运：奥运高端访谈》，新星出版社，2008年，ISBN 9787802254022
- 《杨澜访谈录之为政》，上海三联书店，2011年，ISBN 9787542633934
- 《杨澜访谈录之巾帼》，上海三联书店，2011年，ISBN 9787542633897
- 《杨澜访谈录之纵横》，译林出版社，2012年，ISBN 9787544724401

### 随笔集
- 《杨澜：天下女人之美丽绽放》，上海三联书店，2010年，ISBN 9787542632289
- 《杨澜：天下女人之美丽心灵》，上海三联书店，2010年，ISBN 9787542632272
- 《天下女人》，漓江出版社，2007年，ISBN 9787540739034
- 《天下女人3》，漓江出版社，2008年，ISBN 9787540744397
- 《天下女人4》，上海文艺出版集团有限公司，2009年，ISBN 9787545202625
- 《天下女人5》，上海文艺出版集团有限公司，2009年，ISBN 9787545202632

### 个人传记
- 《一问一世界》，江苏人民出版社，2011年，ISBN 9787214068828
- 《幸福要回答》，江苏文艺出版社，2013年，ISBN 9787539958743

### 电子杂志
- 《澜 》
- 《天下女人 》

### 節目主持
- 《正大綜藝》（1990年－1995年）
- 《楊瀾工作室》（1998年－1999年）
- 《杨澜访谈录》
- 《天下女人》
- 《天呐女人》

### 电影演出
- 《致我们终将逝去的青春》饰演：访谈节目主持人  导演：赵薇

### 广告代言
- 康师傅矿物质水广告

## 争议言论
2013年，杨澜在新浪微博评价李冠丰性侵案时说：“劳教一年对一个因为冲动打人的未成年人来说是否惩罚过重？被贴上标签的孩子很容易破罐破摔了。真替李老师感到痛心！”

## 奖项
- 1994年，中国首届主持人“金话筒奖”。
- 1999年，《亚洲周刊》评为“亚洲二十位社会与文化领袖”之一。
- 2000年，被评选为“能推动中国前进、重塑中国形象的十二位代表人物”之一；“2000年中国IT业十大风云人物”之一。[13]
- 2001年，年度海内外十位有影响力的“中国妇女时代人物”之一；
- 2008年，荣获哥伦比亚大学国际及公共事务学院“环球领导力奖”
- 2010年，《福布斯》“未来之星”。[13]
- 2013年，5月在纽约佩利媒体中心被授予女性“开拓者”荣誉
- 2013年，被福布斯评为全球最具影响力的100位女性之一